# Aphthona juliana
Aphthona juliana là một loài bọ cánh cứng trong họ Chrysomelidae. Loài này được Springer miêu tả khoa học năm 1953.